# В пещере горного короля
«В пещере горного короля» (норв. I Dovregubbens Hall) — композиция из сюиты «Пер Гюнт» норвежского композитора Эдварда Грига к одноимённой пьесе его соотечественника драматурга Генрика Ибсена. Первое исполнение драмы «Пер Гюнт» с музыкой Грига, куда входит и «В пещере горного короля», состоялось в городе Христиании (Осло) 24 февраля 1876 года.
Композиция является наиболее известным и узнаваемым произведением Грига и одной из самых популярных классических мелодий, получившей распространение также в массовой культуре.
Поскольку в пьесе эта композиция звучит при вступлении горного короля со свитой троллей в его тронную пещеру, она ассоциируется с троллями и прочими злыми духами гор, а также с мистикой и таинственной атмосферой вообще, чему способствует и её чарующее звучание с перепадами темпа от тяжёлых грозных шагов к захватывающему стремительному, вихревому, дикому полёту.

## Композиция
«В пещере горного короля» начинается с основной темы, написанной для виолончели, контрафагота и контрабаса. Мелодия звучит в нижнем регистре, затем повышается на квинту (до тональности фа-диез мажор, которая является доминантой) и снова возвращается в прежнюю тональность. Тема начинается медленно, с каждым повторением все больше ускоряется — и в конце срывается в бурное престиссимо.

## Либретто
Согласно сюжету драмы, Пер Гюнт соблазнил дочь короля троллей. Во время звучания композиции свита короля требует расправы над вероломным человеком:
|  | Slagt ham! Kristenmands søn har dåret Dovregubbens veneste mø! Slagt ham! Slagt ham! (норв.) |  | Смерть человеку! Любимую дочь Доврского деда увлек он! Смерть человеку! (рус.) |  |
|  |                                                                                              |  |                                                                                |  |

## Использование
Композиция «В пещере горного короля» стала одной из самых узнаваемых классических тем. Она пережила десятки обработок эстрадными исполнителями. Британско-американская рок-группа Rainbow исполняла её как песню — Кэндис Найт написала текст на английском языке (Hall of the Mountain King), представляющий собой вольный пересказ фрагмента пьесы от имени горного короля. Тема «В пещере горного короля» стала мотивом композиции немецкой рок-группы Helloween в альбоме Walls Of Jerico (1985). Песня посвящена увлечению человека игральными автоматами «Gorgar» (коммерческий вариант игры пинбол). Обработка этой композиции вошла также в альбом On the Third Day британской группы Electric Light Orchestra, вышедший в конце 1973 года и в альбом Star Strings российской группы Рок-Синдром, вышедший 2 ноября 2018.
В российском мультфильме «Гномы и горный король» (1993) с подзаголовком «Фантазия на тему Эдварда Грига», поставленном режиссёром Инессой Ковалевской по её же сценарию в рамках серии экранизаций народных песен и шедевров мировой музыкальной классики, использованы пьесы Грига «Утро», «Шествие гномов» и «В пещере горного короля».
Использовалась также в российском мультфильме «Незнайка на луне» в песне Гризли и в одной из серий американского мультсериала «Маленькие Эйнштейны».
В американской биографической драме «Социальная сеть» (2010) «В пещере горного короля» звучит, когда близнецы Уинклвосс проигрывают соревнования по гребле в Великобритании.